# East London
East London (en afrikáans: Oos-Londen, en xhosa: Imonti) es una ciudad situada en la costa sudeste de Sudáfrica, perteneciente a la provincia Oriental del Cabo. Bañada por el océano Índico y situada entre el río Buffalo y el río Nahoon, es el único puerto fluvial del país. Tiene una población de 250.000 habitantes, y más de 700.000 en el área metropolitana (83,5% negros, 10% blancos, 5,7% mestizos y 0,7% asiáticos).
Es la ciudad natal del expiloto de Fórmula 1 Jody Scheckter.

## Historia
Un fuerte británico, Fort Glamorgan, fue construido en la localización de la ciudad en 1847, y se unió a la Colonia del Cabo ese mismo año. Tres asentamientos crecieron alrededor del fuerte, y finalmente se combinaron para formar el pueblo de East London, que en 1914 fue elevado a la categoría de ciudad.
El 22 de diciembre de 1938 llegó al puerto de la ciudad un ejemplar de celacanto (un pez de aletas lobuladas), animal que se creía extinto desde el período Cretácico. Había sido capturado por pescadores a unos 60 m de profundidad ante la desembocadura del río Chalumna.

## Clima
| Parámetros climáticos promedio de East London (1961–1990, extremos 1939–1990) | Parámetros climáticos promedio de East London (1961–1990, extremos 1939–1990) | Parámetros climáticos promedio de East London (1961–1990, extremos 1939–1990) | Parámetros climáticos promedio de East London (1961–1990, extremos 1939–1990) | Parámetros climáticos promedio de East London (1961–1990, extremos 1939–1990) | Parámetros climáticos promedio de East London (1961–1990, extremos 1939–1990) | Parámetros climáticos promedio de East London (1961–1990, extremos 1939–1990) | Parámetros climáticos promedio de East London (1961–1990, extremos 1939–1990) | Parámetros climáticos promedio de East London (1961–1990, extremos 1939–1990) | Parámetros climáticos promedio de East London (1961–1990, extremos 1939–1990) | Parámetros climáticos promedio de East London (1961–1990, extremos 1939–1990) | Parámetros climáticos promedio de East London (1961–1990, extremos 1939–1990) | Parámetros climáticos promedio de East London (1961–1990, extremos 1939–1990) | Parámetros climáticos promedio de East London (1961–1990, extremos 1939–1990) |
| Mes                                                                           | Ene.                                                                          | Feb.                                                                          | Mar.                                                                          | Abr.                                                                          | May.                                                                          | Jun.                                                                          | Jul.                                                                          | Ago.                                                                          | Sep.                                                                          | Oct.                                                                          | Nov.                                                                          | Dic.                                                                          | Anual                                                                         |
| ----------------------------------------------------------------------------- | ----------------------------------------------------------------------------- | ----------------------------------------------------------------------------- | ----------------------------------------------------------------------------- | ----------------------------------------------------------------------------- | ----------------------------------------------------------------------------- | ----------------------------------------------------------------------------- | ----------------------------------------------------------------------------- | ----------------------------------------------------------------------------- | ----------------------------------------------------------------------------- | ----------------------------------------------------------------------------- | ----------------------------------------------------------------------------- | ----------------------------------------------------------------------------- | ----------------------------------------------------------------------------- |
| Temp. máx. abs. (°C)                                                          | 36.4                                                                          | 42.6                                                                          | 44.0                                                                          | 35.9                                                                          | 37.0                                                                          | 32.8                                                                          | 34.3                                                                          | 37.5                                                                          | 41.7                                                                          | 40.9                                                                          | 40.3                                                                          | 38.2                                                                          | 44.0                                                                          |
| Temp. máx. media (°C)                                                         | 25.6                                                                          | 25.7                                                                          | 25.0                                                                          | 23.7                                                                          | 22.6                                                                          | 21.1                                                                          | 20.9                                                                          | 21.0                                                                          | 21.0                                                                          | 21.5                                                                          | 22.7                                                                          | 24.5                                                                          | 22.9                                                                          |
| Temp. media (°C)                                                              | 21.6                                                                          | 21.6                                                                          | 20.8                                                                          | 18.9                                                                          | 17.1                                                                          | 15.4                                                                          | 15.1                                                                          | 15.4                                                                          | 16.3                                                                          | 17.2                                                                          | 18.7                                                                          | 20.4                                                                          | 18.2                                                                          |
| Temp. mín. media (°C)                                                         | 18.4                                                                          | 18.5                                                                          | 17.7                                                                          | 15.2                                                                          | 12.8                                                                          | 10.7                                                                          | 10.3                                                                          | 10.9                                                                          | 12.4                                                                          | 13.9                                                                          | 15.5                                                                          | 17.0                                                                          | 14.4                                                                          |
| Temp. mín. abs. (°C)                                                          | 9.0                                                                           | 11.0                                                                          | 10.3                                                                          | 7.2                                                                           | 4.4                                                                           | 2.6                                                                           | 1.8                                                                           | 3.1                                                                           | 5.0                                                                           | 5.9                                                                           | 8.5                                                                           | 8.4                                                                           | 1.8                                                                           |
| Precipitación total (mm)                                                      | 69                                                                            | 92                                                                            | 105                                                                           | 83                                                                            | 52                                                                            | 40                                                                            | 47                                                                            | 78                                                                            | 80                                                                            | 102                                                                           | 110                                                                           | 63                                                                            | 921                                                                           |
| Días de precipitaciones (≥ 1.0 mm)                                            | 9                                                                             | 9                                                                             | 9                                                                             | 7                                                                             | 5                                                                             | 4                                                                             | 3                                                                             | 5                                                                             | 7                                                                             | 9                                                                             | 9                                                                             | 8                                                                             | 84                                                                            |
| Horas de sol                                                                  | 220.5                                                                         | 191.7                                                                         | 204.0                                                                         | 219.3                                                                         | 227.3                                                                         | 221.1                                                                         | 236.6                                                                         | 234.0                                                                         | 205.7                                                                         | 208.5                                                                         | 215.6                                                                         | 239.7                                                                         | 2624.0                                                                        |
| Humedad relativa (%)                                                          | 80                                                                            | 82                                                                            | 82                                                                            | 78                                                                            | 72                                                                            | 66                                                                            | 67                                                                            | 71                                                                            | 77                                                                            | 78                                                                            | 80                                                                            | 80                                                                            | 76                                                                            |
| Fuente n.º 1: NOAA, Deutscher Wetterdienst (extremos)                         |                                                                               |                                                                               |                                                                               |                                                                               |                                                                               |                                                                               |                                                                               |                                                                               |                                                                               |                                                                               |                                                                               |                                                                               |                                                                               |
| Fuente n.º 2: South African Weather Service                                   |                                                                               |                                                                               |                                                                               |                                                                               |                                                                               |                                                                               |                                                                               |                                                                               |                                                                               |                                                                               |                                                                               |                                                                               |                                                                               |

| Climograma de East London | Climograma de East London | Climograma de East London | Climograma de East London | Climograma de East London | Climograma de East London | Climograma de East London | Climograma de East London | Climograma de East London | Climograma de East London | Climograma de East London | Climograma de East London |
| --- | ------------------------- | ------------------------- | ------------------------- | ------------------------- | ------------------------- | ------------------------- | ------------------------- | ------------------------- | ------------------------- | ------------------------- | ------------------------- |
| E | F                         | M                         | A                         | M                         | J                         | J                         | A                         | S                         | O                         | N                         | D                         |
| 69 26 18 | 92 26 19                  | 105 25 18                 | 83 24 15                  | 52 23 13                  | 40 21 11                  | 47 21 10                  | 78 21 11                  | 80 21 12                  | 102 22 14                 | 110 23 16                 | 63 25 17                  |
| temperaturas en °C • totales de precipitación en mm fuente: SAWS |                           |                           |                           |                           |                           |                           |                           |                           |                           |                           |                           |
| Conversión sistema imperial\| E \| F \| M \| A \| M \| J \| J \| A \| S \| O \| N \| D \| \| 2.7 79 64 \| 3.6 79 66 \| 4.1 77 64 \| 3.3 75 59 \| 2 73 55 \| 1.6 70 52 \| 1.9 70 50 \| 3.1 70 52 \| 3.1 70 54 \| 4 72 57 \| 4.3 73 61 \| 2.5 77 63 \| \| temperaturas en °F • totales de precipitación en pulgadas \| \| \| \| \| \| \| \| \| \| \| \| |                           |                           |                           |                           |                           |                           |                           |                           |                           |                           |                           |
| E | F                         | M                         | A                         | M                         | J                         | J                         | A                         | S                         | O                         | N                         | D                         |
| 2.7 79 64 | 3.6 79 66                 | 4.1 77 64                 | 3.3 75 59                 | 2 73 55                   | 1.6 70 52                 | 1.9 70 50                 | 3.1 70 52                 | 3.1 70 54                 | 4 72 57                   | 4.3 73 61                 | 2.5 77 63                 |
| temperaturas en °F • totales de precipitación en pulgadas |                           |                           |                           |                           |                           |                           |                           |                           |                           |                           |                           |